# La cabina (curtmetratge)
La cabina és un curtmetratge italià del 1973 de caràcter fantàstic dirigit per Bruno Bozzetto, coautor del guió amb Guido Manuli i Maurizio Nichetti.

## Sinopsi
Un fotògrafa afeccionat arriba a una platja aparentment deserta amb la seva càmera fotogràfica. Allí observa com una noia bella en biquini surt d'una cabana de la platja per anar cap al mar i desaparèixer ,,, un cop i un altre.

## Repartiment
- Maurizio Nichetti
- Pardo Kickhoeffel
- Osvaldo Salvi
- Giorgio Caldarelli
- Corrado Nardi

## Premis
Fou guardonada amb el premi al millor curtmetratge al VI Festival Internacional de Cinema Fantàstic i de Terror de Sitges el 1973.